# Lenka Marečková
Lenka Marečková (* 3. června 1963 Počátky) je česká básnířka, spisovatelka, disidentka a právnička. Během komunistického režimu byla v letech 1983 a 1985 vězněna za veřejné předčítání svých básní, kritických k tehdejšímu státnímu zřízení.

## Život
Vyrůstala v Kamenici nad Lipou. Maturovala na gymnáziu v Pelhřimově v roce 1981. Její matka byla úřednice, otec byl středoškolský učitel. Od šestnácti let psala básně a účastnila se i různých soutěží s lyrickými básněmi. Dne 21. prosince 1982 se jako host zúčastnila autorského večera poezie v Písku, kde recitovala básně ze své sbírky Ať žije společnost. Po prvním otevřeně protestním vystoupení odešla z domova a ze školy. Krátce pracovala v Praze v Úřadu důchodového zabezpečení, kde byla dne 7. září 1983 zatčena příslušníky státní bezpečnosti. Po domovních prohlídkách na pracovišti, v jejím bytě i u rodičů v Pelhřimově byla obviněna z trestného činu pobuřování podle § 100 odst. 1 trestního řádu a vzata do vazby.

### Disent
Po propuštění z vazby podepsala prohlášení Charty 77. Od roku 1984 začala aktivně působit v disentu. Na jaře 1985 se stala členkou ediční komise Výboru na obranu nespravedlivě stíhaných (VONS). Aktivní byla rovněž v Nezávislém mírovém sdružení, především jeho ekologické skupině (organizace ekologicky zaměřených demonstrací a petic). Podílela se na vydávání řady samizdatů a prácí dalších nezávislých iniciativ. Byla i členkou Československo-polské solidarity a Hnutí občanskou svobodu. V roce 1987 iniciovala vznik Ekologického bulletinu, na jehož vydávání se jako člen redakce podílela, až do doby, kdy iniciovala založení Nezávislé ekologické společnosti. S tím nesouhlasil Ivan Dejmal, další protagonista redakce Ekologického bulletinu, z důvodu obavy z tříštění sil. Ultimativnímu požadavku „buď členství v Ekologickém bulletinu nebo založení Ekologické společnosti“ nevyhověla. V rámci ekologické společnosti pak participovala na vydávání Ekomonitoru, vedla ekologickou skupinu uvnitř Nezávislého mírového hnutí. V Praze 3, v ulici Řipské 13, kde tehdy bydlela, uchovávala až do listopadu 1989 archiv VONS a archiv samizdatových informací o Chartě 77, který se uchoval v nejúplnější podobě. V roce 1988 a 1989 a částečně i v roce 1990 se zde také převážně scházela ediční komise VONS. Při různých příležitostech (kolektiv mluvčích Charty 77, demonstrace, preventivně u příležitosti 70. výročí vzniku samostatného Československa aj.) byla zadržena, vyslýchána a vězněna v celách předběžného zadržení. Spolupráci, k níž ji státní bezpečnost nutila vyhrožováním dalším vězněním i persekucemi vůči blízkým osobám, odmítla, stejně jako jakýkoli ústupek od aktivního působení v disentu.

### Pozdější léta
V 90. letech vystudovala práva. Usilovala o zásadní transformaci vězeňství. Profesně vedle vlastních občanských aktivit působila na počátku roku 1990 v KC OF pro VONS. Od prosince 1990 působila ve státní správě (na Ministerstvu spravedlnosti; ředitelství Vězeňské služby jako vedoucí oddělení trestněprávního a milostí v Kanceláři prezidenta republiky Václava Havla; na Ministerstvu obrany a Ministerstvu školství, mládeže a tělovýchovy v oblasti ochrany práv dětí v institucionální výchově), vždy v oblasti týkající se ochrany lidských práv a spravedlnosti.
V období nepokojů ve věznicích byla členkou smíšených komisí za odbornou a občanskou veřejnost (návštěvy vězení, komunikace s vězni i personálem, vyjednávání), členkou komise ČNR pro vězeňství a později členkou výboru pro zabránění mučení, nelidskému a jinému ponižujícímu zacházení a trestání při radě vlády pro lidská práva. Je autorkou nebo spoluautorkou nejméně patnácti legislativních podnětů výboru, týkajících se práce policie, kontrolních mechanismů, detence, podmínek ve výkonu vazby a trestu včetně výkonu vazby a trestu matek s malými dětmi a výboru pro práva dětí (odebírání dětí z rodin, exekuce, procesní práva dětí, institucionální výchovy, systému péče o ohrožené děti) a lidských práv a biomedicíny. Řadu let věnovala sociální práci, zejména v romském ghettu Slaný, kde se jí po vyhlášení nulové tolerance, vystěhování neplatičů z ubytovny „Mexiko“ a vyhrocení situace do otevřeného konfliktu, podařilo komunikací se všemi zúčastněnými, pomocí mediace dosáhnout uklidnění situace i nalezení řešení. Stálý zástupce člena rady vlády pro lidská práva – v letech 2000–2005 za občanskou a odbornou veřejnost, v letech 2012 - 2013 a 2015 - 2020 členka Rady vlády pro lidská práva, od roku 2021 stálý zástupce. V letech 2012–2013 a 2015–2020 ombudsmanka ozbrojených sil.
V průběhu života se kromě praktické ochrany základních práv a svobod zabývá zejména otázkami spravedlnosti, zejména bezpráví odůvodňovaného právem. Dlouhodobě působí v oblasti ochrany lidských práv a občanských aktivit.

### Nominace
V roce 2000 musela odmítnout (pro nesplnění věkové podmínky) nabídku prezidenta republiky Václava Havla na nominaci na funkci veřejného ochránce práv. V roce 2019 byla společně s Monikou Šimůnkovou nominována na zástupkyni veřejného ochránce práv; především hlasy poslanců hnutí ANO pak byla zvolena druze jmenovaná kandidátka.

## Dílo
- Sbírky básní: Ať žije společnost (1982), za jejíž recitaci vězněna, vydána společně s dalším dvěma Mrtvej underground (1986) a Soukromé neshody (1987) – společně nakladatelství Kalich 2018, pouze samizdatové sbírky básní 80. let Súra, Kena – blesk ze Slunce, Padlí andělé, Inspirované verše (2006), a mnoho nevydaných a neuspořádaných básní (některé ze samizdatových básní zahrnuty do sborníku poezie zakázaných českých básníků Na střepech volnosti (Mnichov: Obrys/Kontur – PmD 1989, Praha: Čs. spisovatel 1991) a pouze samizdatově vydaného sborníku básní Narozeni v šedesátých letech,
- samizdatově časopisecky (ekologické eseje a informace – Ekologický bulletin, Ekomonitor, vysílání rozhlasové stanice Svobodná Evropa, básně v samizdatovém časopisu Vokno)
- příspěvky do samizdatového sborníku Charty 77 O československém vězeňství (Praha: Charta 77 1987, tiskem Praha: Orbis 1990, německy Der ČSSR Gulag (Frankfurt: IGFM 1988), a do samizdatového sborníku Nezabiješ! Neublížíš! Porozumíš…! (Praha: MKJL 1989), a
- monografie Milosti – ohnisko lidství v trestním právu (Academia, 2007)
- odborné články: časopisecky, denní tisk (zejména v období působení v KPR – trestní spravedlnost, milosti, vězeňství), „Právní rozhledy“, „AReport“, příspěvek ve sborníku z odborného semináře Poslanecké sněmovny institutu milosti prezidenta republiky (2017), Institut milosti a jeho místo v právním státě - Soudce (2022)
- Amnestie (Slovart, 2019) – autorská kapitola „Vykročení do svobody"